# Landkreis Leipe (Westpr.)

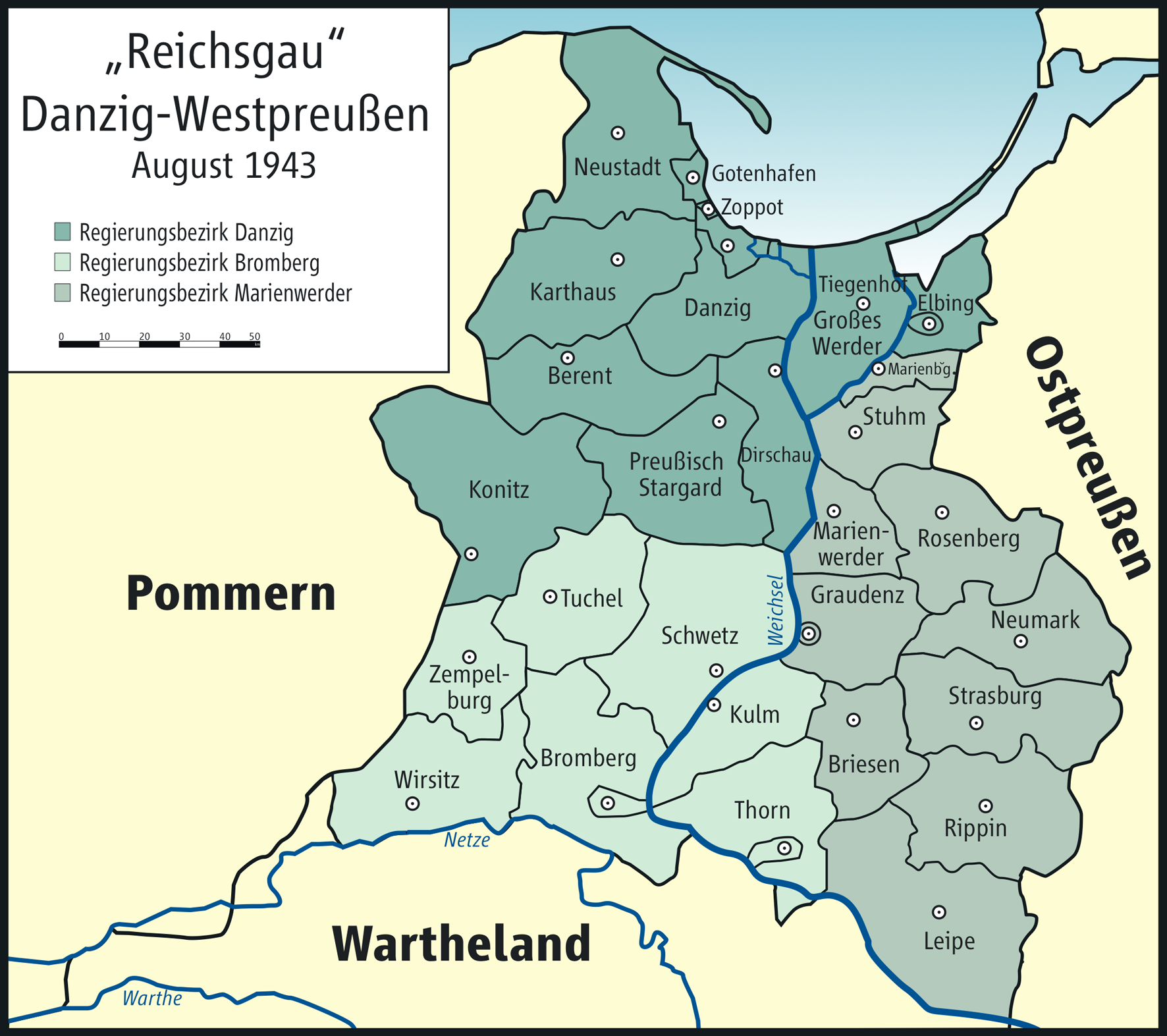
Reichsgau Danzig-Westpreußen

Der Landkreis Leipe (Westpr.) bestand zwischen 1939 und 1945 im besetzten Polen. Er hatte 1941: 106.562 Einwohner und umfasste am 1. Januar 1945 die beiden Städte Leipe (Lipno) und Dobrin a. d. Weichsel (Dobrzyń nad Wisłą) sowie 215 weitere Gemeinden.

## Verwaltungsgeschichte
Der Landkreis Lipno gehörte bis 1939 zu Polen. Nach dem deutschen Überfall auf Polen wurde der bis dahin polnische Landkreis Lipno zum 26. Oktober 1939 völkerrechtswidrig Teil des neugebildeten Reichsgaus Westpreußen – später Danzig-Westpreußen – im Regierungsbezirk Marienwerder. Am 25. Juni 1942 wurde der Namen des Landkreises in Leipe (Westpr.) geändert. Im Frühjahr 1945 wurde das Kreisgebiet durch die Rote Armee besetzt und kam wieder zu Polen.

## Politik

### Landkommissar
1939–9999: Bruns

### Landräte
1939–1945: Erich Wiebe

## Kommunalverfassung
Nach dem Überfall auf Polen wurde die Stadt Leipe (Westpr.) (Lipno) der im Altreich gültigen Deutschen Gemeindeordnung vom 30. Januar 1935 unterstellt, welche die Durchsetzung des Führerprinzips auf Gemeindeebene vorsah. Die Stadt Dobrin a. d. Weichsel (Dobrzyń nad Wisłą) und die übrigen Gemeinden waren in Amtsbezirken zusammengefasst.

## Ortsnamen
Durch unveröffentlichten Erlass vom 29. Dezember 1939 galten vorläufig die bisher polnischen Ortsnamen weiter.
Mit der „Anordnung betreffend Änderung von Ortsnamen“ des Reichstatthalters in Danzig-Westpreußen vom 25. Juni 1942 wurden mit Zustimmung des Reichsministers des Innern alle Ortsnamen eingedeutscht. Die neuen Ortsbezeichnungen entstanden durch lautliche Angleichung oder durch Übersetzung, zum Beispiel:
- Bobrowniki: Beberen,
- Chalin: Hallingen,
- Dobrzejewice: Godenfeld,
- Dobrzyn: Dobrin a. d. Weichsel,
- Kikol: Kickelsee,
- Ligowo: Ligau,
- Lipno: Leipe (Westpr.),
- Mazowsze: Massau,
- Nowogrod: Neugard,
- Ossowka: Espe,
- Skepe: Schemmensee,
- Czernikowo: Schwarzendorf,
- Szpetal: Spittelberg,
- Tluchowo: Tülchau,
- Wielgie: Wilgen.